# Kaczyńscy herbu Pomian

Herb Pomian

Kaczyńscy herbu Pomian – polska rodzina szlachecka pochodząca z Mazowsza.

## Etymologia nazwiska
Kaczyńscy swoje nazwisko wzięli od gniazda rodowego o nazwie Kaczyn (Kaczyno), obecnie zlokalizowanego w województwie podlaskim i podzielonego na Kaczyn-Herbasy i Stary Kaczyn.

## Historia
Kaczyńscy są starą polską rodziną wywodzącą się z historycznego północnego Mazowsza. Jednymi z pierwszych znanych członków byli Jan Kaczyński pojawiający się w dokumentach z 1424 roku, a także jego syn Mikołaj Kaczyński z 1469 roku.
Inny Kaczyński o imieniu Paweł dostał w 1462 roku od księcia mazowieckiego, Konrada III Rudego, przywilej na prawo zastawu pewnych gruntów we wsi Kaczyno dla Piotra z Kaczyna, syna Pomiana. Syn tego Piotra o imieniu Jan, a jego synowie; Piotr Stefan Kaczyński (1484 r.) oraz Mikołaj Kaczyński (1492 r.), są cytowani w aktach łomżyńskich i wiskich. Mikołaj pozostawił syna Stanisława, występującego w dokumentach z 1551 roku. Stanisław natomiast Andrzeja, dziedzica dóbr Kaczyno-Tobolice (obecnie Tobolice), ożenionego z Zofią Korczakowską w 1609 roku i Piotra, ożenionego z Zofią Gerwatowską w 1574 roku.
Z dokumentów znane są imiona kolejnych przedstawicieli Kaczyńskich; Tomasza i Andrzeja, dziedziców wsi Kaczyno Stare (Kaczyn Stary) z 1604 roku.
W 1675 roku inny już Tomasz wziął ślub z Marianną Strzemieczną.
Jan, Ludwik, Szymon, Tomasz i Wojciech Kaczyńscy z ziemi nurskiej, a Adam Kaczyński z ziemi zakroczymskiej podpisali elekcję Augusta II Mocnego w 1697 roku.
Do bezpośrednich potomków rodziny Kaczyńskich należą również Lech Kaczyński (były Prezydent RP) i Jarosław Kaczyński (były Premier RP).